# Плоское (Кадуйский район)
Плоское — деревня в Кадуйском районе Вологодской области.
Входит в состав Никольского сельского поселения (с 1 января 2006 года по 8 апреля 2009 года входила в Великосельское сельское поселение), с точки зрения административно-территориального деления — в Великосельский сельсовет.
Расстояние до районного центра Кадуя по автодороге — 62 км, до центра муниципального образования села Никольское по прямой — 27 км. Ближайшие населённые пункты — Аленкино, Красное, Марыгино.
По переписи 2002 года население — 13 человек.